# Fidjetun Station
Fidjetun Station (Fidjetun stasjon) er en tidligere jernbanestation på Sørlandsbanen, der ligger i et skovområde ved elven Rettåna i Birkenes kommune i Norge.
Stationen åbnede 22. juni 1938, da banen mellem Nelaug og Grovane blev taget i brug. Stationen blev nedgraderet til trinbræt 1. juni 1970 og gjort fjernstyret 13. oktober 1978. Den almindelige betjening med persontog ophørte 28. maj 1989, hvorefter den tidligere station har haft status som  fjernstyret krydsningsspor. Indtil 4. februar 1991 blev den dog betjent af et nattog hver mandag morgen for militært personel.
Stationsbygningen blev tegnet af Gudmund Hoel ved NSB Arkitektkontor. Den var af samme type som ved Tyri men blev revet ned i 1987. Den tidligere banevogterbolig, der blev tegnet af Gudmund Hoel og Bjarne Friis Baastad, står imidlertid stadig.